# Rantaraitti (Jyväskylä)
Pour les articles homonymes, voir Rantaraitti.

La Piste côtière (en finnois : rantaraitti) est une piste urbaine de randonnée pédestre et cyclable longeant la côte du lac Jyväsjärvi à Jyväskylä en Finlande.

## Présentation
La piste a environ 12,6 km de longueur.

## Galerie

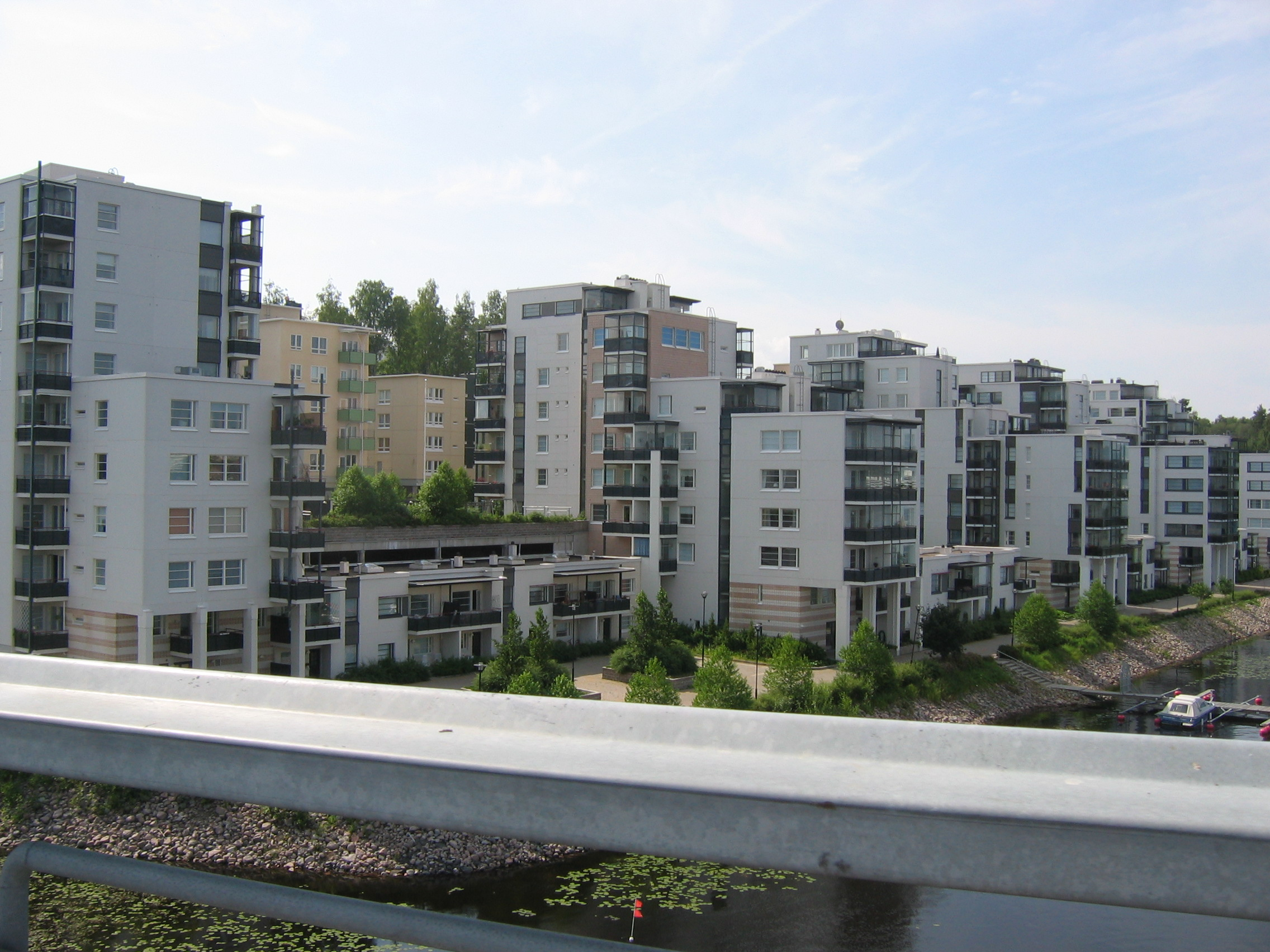
La piste Rantaraitti longe la rive  Ainolanranta.
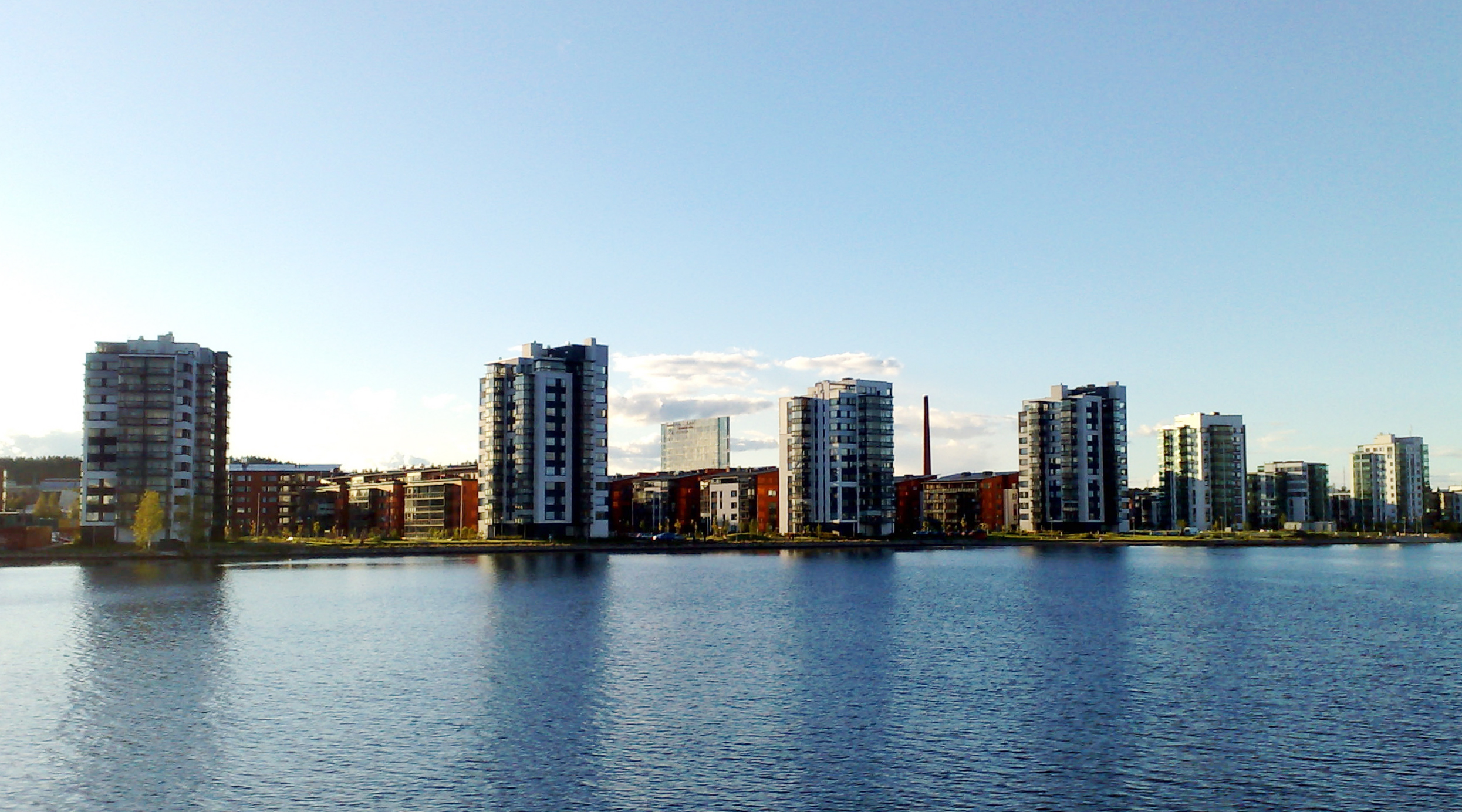
La piste suit la côte de la péninsule de Lutakko
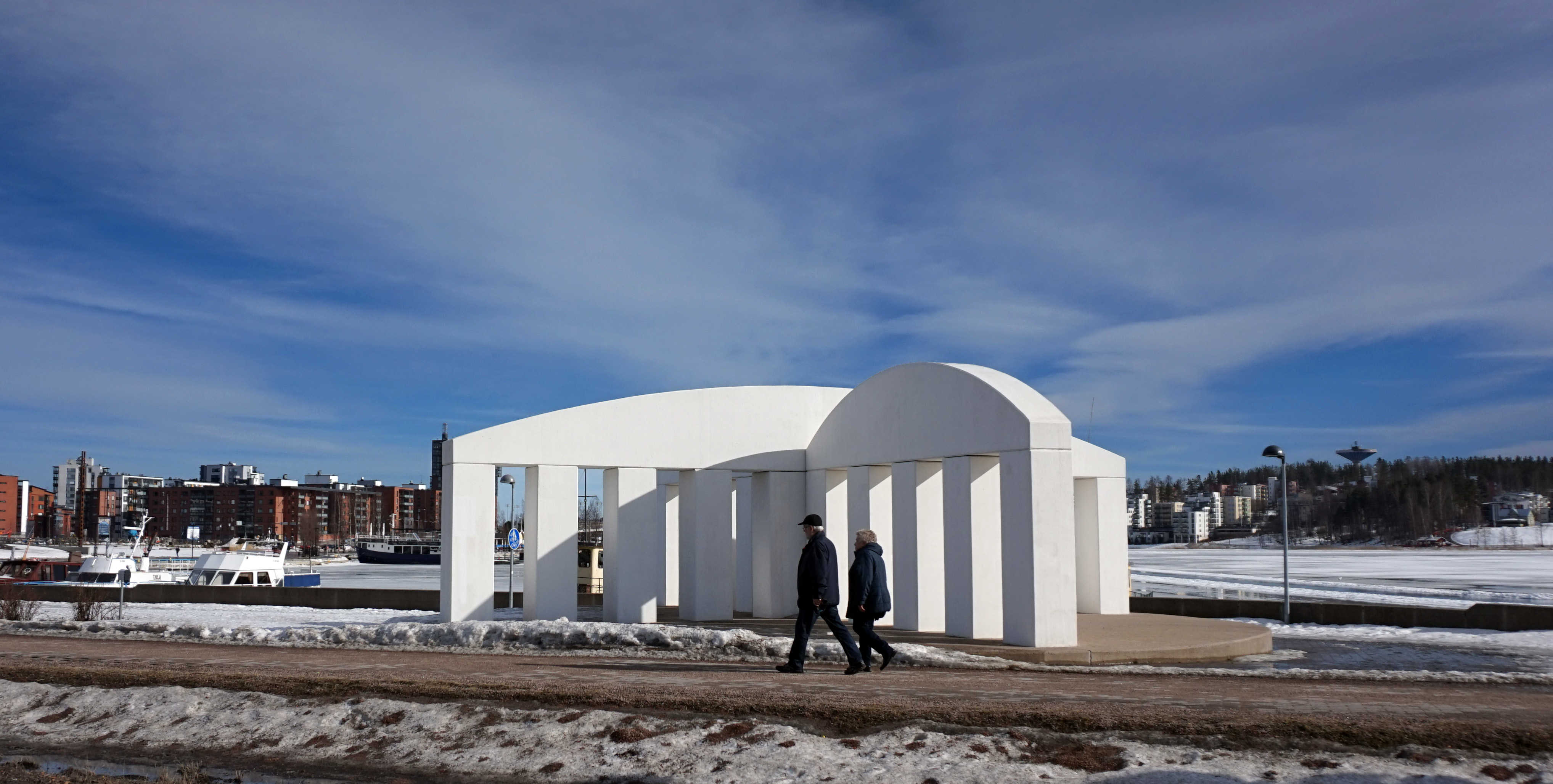
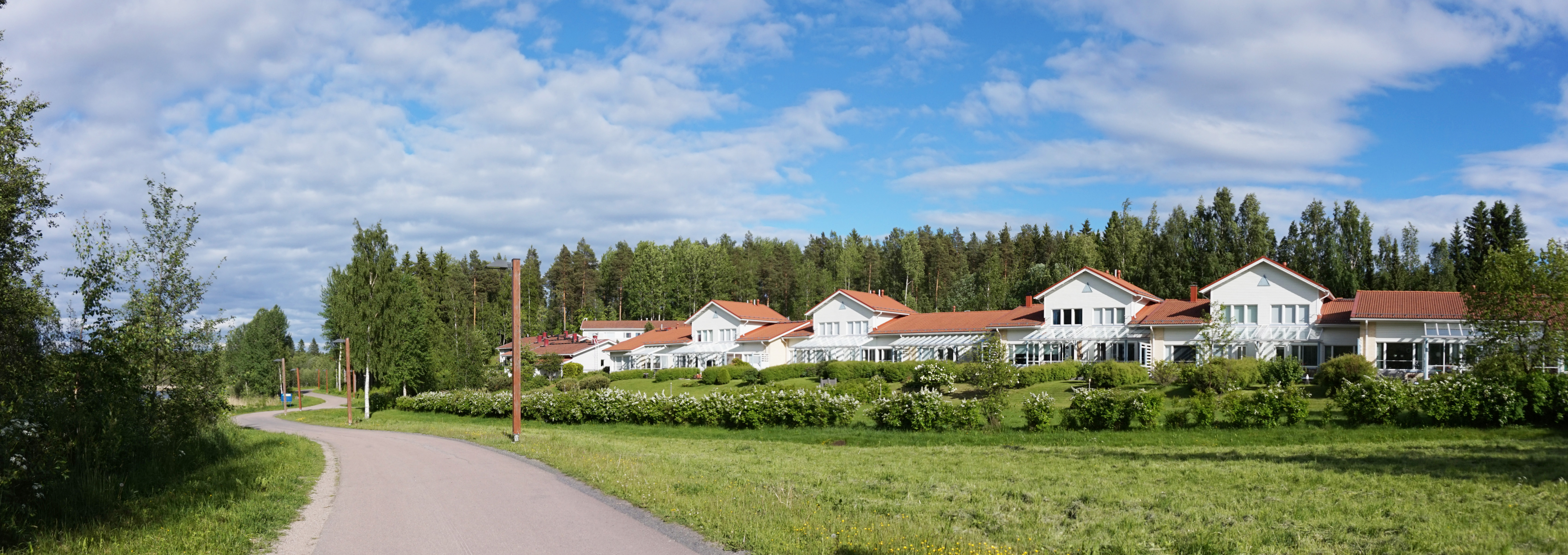
La piste à Kuokkalanpelto.
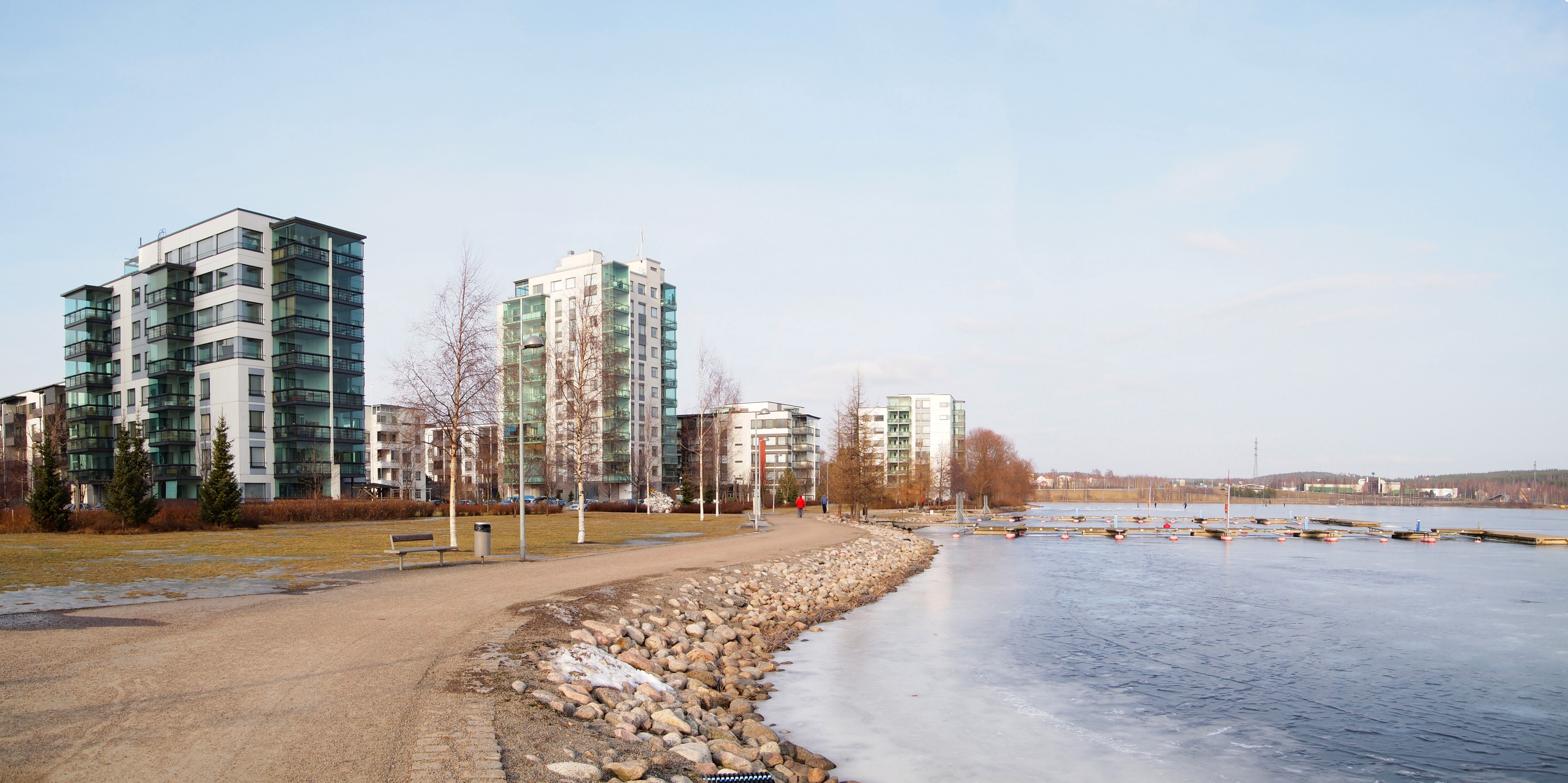